# Steinach (Turyngia)
Steinach – miasto w Niemczech, w kraju związkowym Turyngia, w powiecie Sonneberg. 
Do 30 listopada 2011 miasto pełniło funkcję „gminy realizującej” (niem. erfüllende Gemeinde) dla gminy wiejskiej Steinheid. Gmina ta została 1 grudnia 2011 włączona do miasta Neuhaus am Rennweg.

## Współpraca
Miejscowości partnerskie:
- Korb, Badenia-Wirtembergia
- Steinach, Badenia-Wirtembergia
- Gostyń[2]